# Hemerobius coccophagus
Hemerobius coccophagus är en insektsart som beskrevs av Göszy 1852. Hemerobius coccophagus ingår i släktet Hemerobius och familjen florsländor. Inga underarter finns listade i Catalogue of Life.